# Peter Lipp

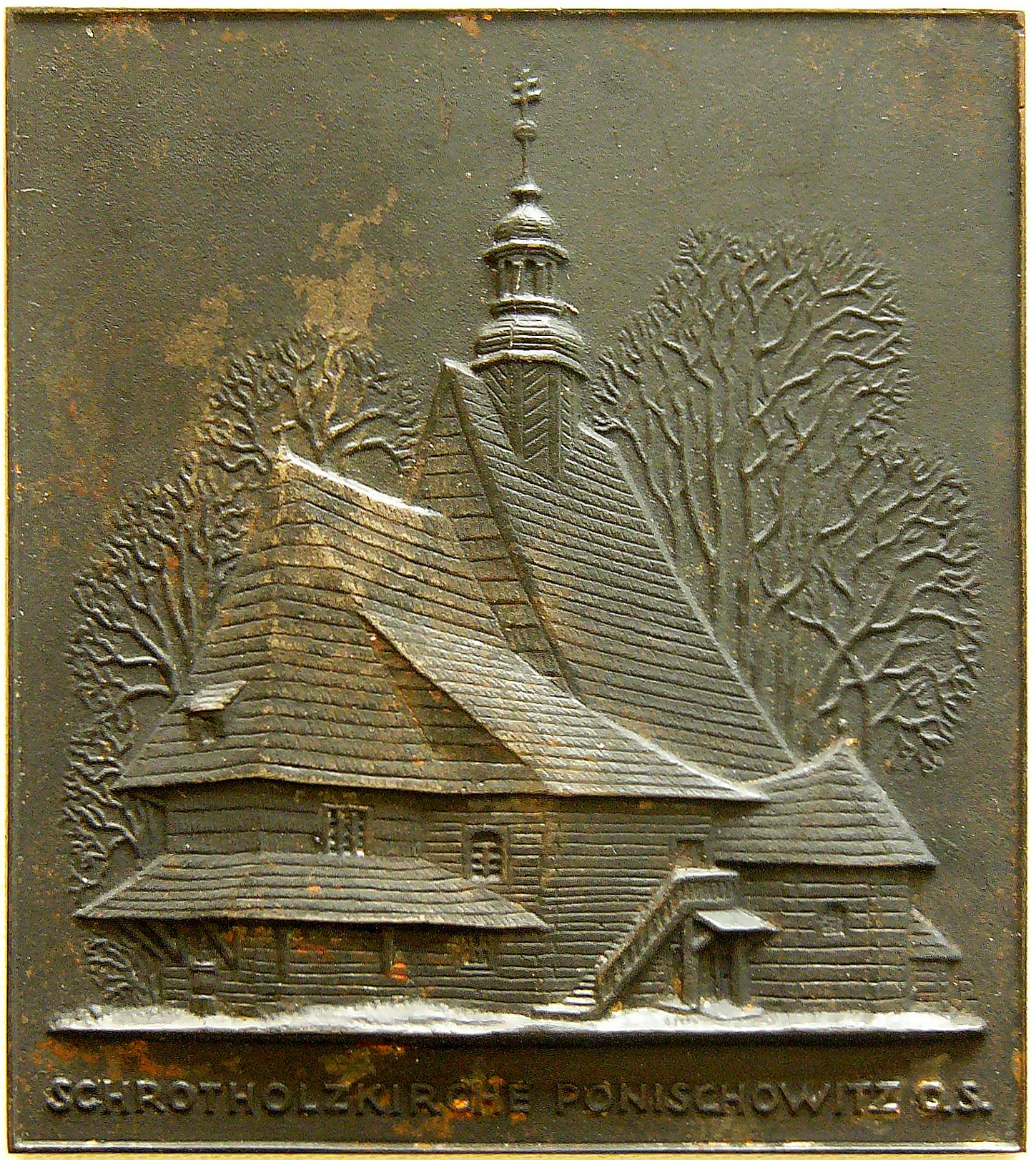
Plakieta projektu P. Lippa

Peter Lipp (ur. 10 lutego w 1902 w Berlinie, zm. 15 września w 1975 Hermannstein k. Wetzlar) – niemiecki rzeźbiarz, specjalizujący się w odlewnictwie artystycznym, zwłaszcza żeliwa.
Ukończył rzeźbiarstwo w swoim rodzinnym mieście w Schule für Kunst und Kunstgewerbe, po czym w 1924 zatrudnił się jako artysta odlewnik w Królewskiej Odlewni Żeliwa w Gliwicach, kierując tamtejszą pracownią odlewów artystycznych do 1944 r., gdy został powołany do niemieckiej Luftwaffe i walczył na Węgrzech jako telegrafista. Po 1945 pracował najpierw jako artysta niezależny, a od 1947 jako artysta odlewnik w przedsiębiorstwie Buderus w mieście Hirzenhain, gdzie stworzył wydział odlewnictwa artystycznego. 
Był przewodniczącym Związku Artystów Górnośląskich.  W czasie pracy w Gliwicach stworzył liczne pomniki i figury, był też autorem przeszło 300 plakiet. Zachowała się m.in. Pietà z brązu, odlana w 1934, stojąca koło kościoła Wniebowzięcia Najświętszej Maryi Panny w Zabrzu. Żeliwne plakiety autorstwa Lippa znajdują się w kolekcji Muzeum w Gliwicach.
Nagrody:
- Medal wystawy światowej w Paryżu za plakietę "Matka z dzieckiem" (1937)[11]